# لويس سانشيز (كاتب)
لويس سانشيز (بالإسبانية: Luis Alberto Sánchez Sánchez)‏ (و. 1900 – 1994 م) هو سياسي، وصحفي، ومؤرخ، وكاتب مقالات، ومحامي، وأستاذ جامعي، وناقد أدبي، ومترجم بيروفي، ولد في ليما، توفي في ليما، عن عمر يناهز 94 عاماً.

## مناصب
تولى منصب رئيس مجلس الوزراء البيروفي ‏ (15 مايو 1989–30 سبتمبر 1989)
- نائب رئيس بيرو [الإنجليزية]‏ (28 يوليو 1985–28 يوليو 1990)
- رئيس مجلس شيوخ بيرو (28 يوليو 1985–28 يوليو 1986)
- عضو مجلس شيوخ بيرو (28 يوليو 1980–5 أبريل 1992)
- عضو مجلس نواب بيرو (28 يوليو 1978–28 يوليو 1980)
- رئيس مجلس شيوخ بيرو (28 يوليو 1965–28 يوليو 1966)
- عضو مجلس شيوخ بيرو (28 يوليو 1963–3 أكتوبر 1968)
- عضو مجلس نواب بيرو (28 يوليو 1945–29 أكتوبر 1948).

## التعليم
تعلم في جامعة سان ماركوس الوطنية.

## جوائز
حصل على جوائز منها:
- وسام الصليب الأعظم لإيزابيلا الكاثوليكية.